# 월암중학교
월암중학교(月岩中學校)는 대한민국 대구광역시 달서구 월성동에 있는 공립 중학교이다.

## 학교 연혁
- 2009년 11월 3일 : 월암중학교 설립 계획 의결(25학급, 남녀공학)
- 2012년 2월 14일 : 교사 건축 완공
- 2012년 3월 1일 : 초대 현준우 교장 취임
- 2012년 3월 2일 : 제1회 입학식(8학급 306명 남 151명, 여 155명)
- 2020년 3월 1일 : 제4대 노성현 교장 취임
- 2022년 2월 9일 : 제8회 졸업식(8학급 256명 남 118명, 여 138명)
- 2022년 3월 2일 : 제11회 입학식(8학급 247명 남 113명, 여 134명)
- 김

## 학교 동문
연

## 참고 자료
- 월암중학교 - 한국교육학술정보원 학교알리미